# Zwangschristianisierung
Zwangschristianisierung, oder auch Zwangs-Christianisierung bezeichnet eine unter Zwang und/oder Gewaltandrohung durchgeführte Mission von Bevölkerungsgruppen hin zum Christentum. Häufige Formen von Zwangschristianisierung waren beispielsweise die Zerstörung oder Aneignung von Kultstätten, oder die Zwangstaufe.
Der Ausdruck Zwangschristianisierung ist derzeit nicht einheitlich definiert und wird in der Geschichts-, Religions- und Kulturwissenschaft meist dafür eingesetzt, einen bestimmten Zeitraum oder ein konkretes Ereignis im Zusammenhang mit der Christianisierung zu benennen, welches mit einer besonderen Form von Zwang oder Gewalt verbunden war.

## Geschichte

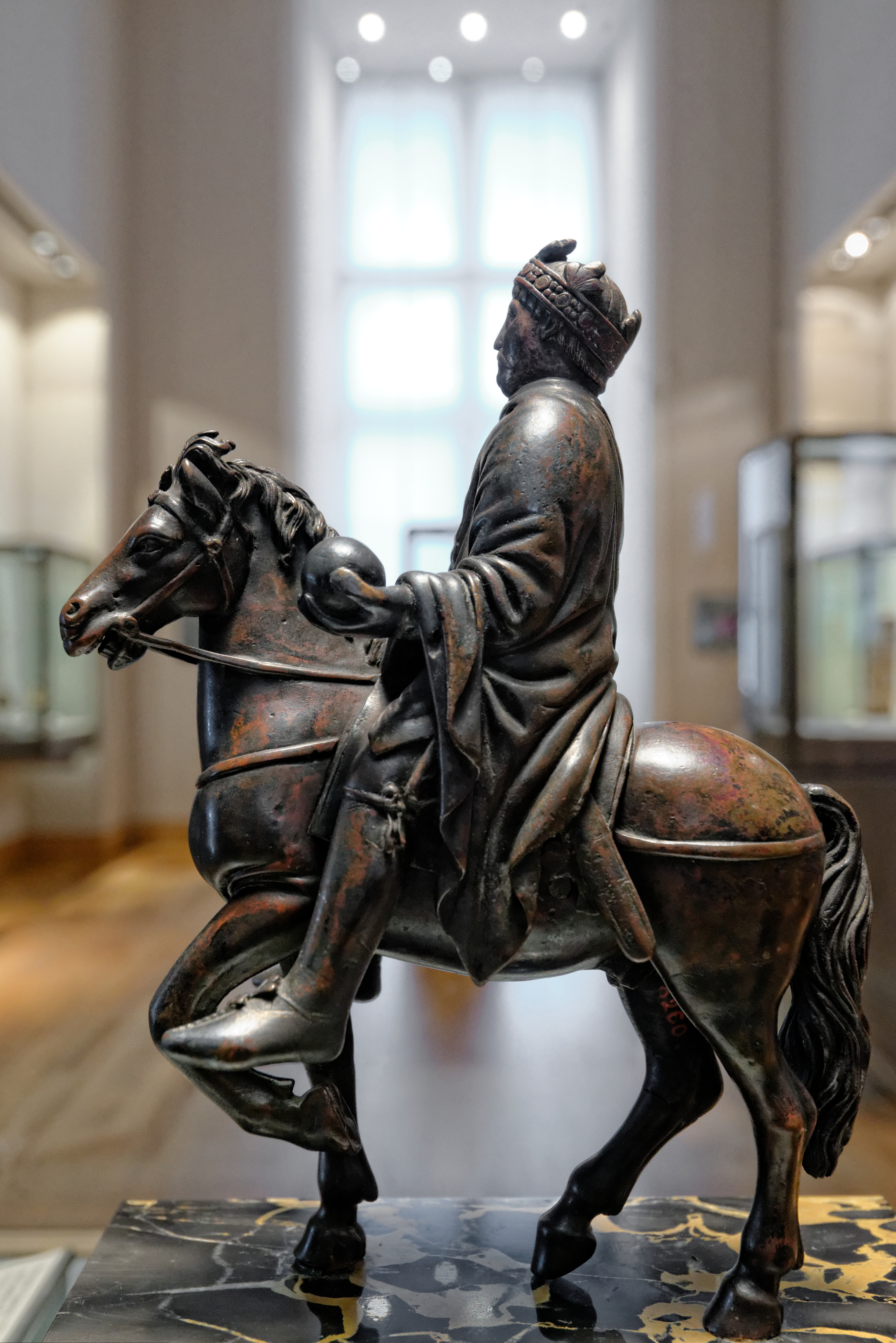
Reiterstatuette Karls des Großen

In der Spätantike, in deren Verlauf es im römischen Reich zu Ausschreitungen zwischen Christen und Heiden kam, wurden von verschiedenen Kaisern seit dem 4. Jahrhundert mehrere Gesetze gegen den Paganismus erlassen. Theodosius der Große verbot etwa die Ausübung öffentlicher Kultpraktiken. Die moderne Forschung hat jedoch nachgewiesen, dass die von Theodosius erlassenen Gesetze in der Realität nicht scharf durchgesetzt wurden. Im 5./6. Jahrhundert wurden die Maßnahmen teils verschärft, doch waren Zwangstaufen u. ä. nicht die Regel, vielmehr wurde den bereits im Niedergang begriffenen paganen Kulten die legale Existenzberechtigung entzogen.
Zu den größten Missionen unter Zwang oder Gewalt im Mittelalter gehören die Sachsenkriege, welche von Karl dem Großen angeleitet wurden und die Bekehrung der Prußen durch den deutschen Orden.

## Kritik von kirchlicher Seite
Von kirchlicher Seite wurden Zwangsbekehrungen vereinzelt bereits im Frühmittelalter kritisiert. So äußerte zur Zeit Karls des Großen etwa Alkuin Kritik am königlichen Vorgehen: „Zur Taufe kann ein Mensch getrieben werden, nicht aber zum Glauben.“

## Rehabilitation
- Im Jahre 2022 entschuldigte sich Papst Franziskus für die Verbrechen von Missionaren an den Kindern der kanadischen Ureinwohner.[6]